# ホセ・カラスコ
ホセ・カルロス・カラスコ・タバラ（スペイン語: José Carlos Carrasco Távara, 1944年4月14日 – 2015年1月16日）は、ペルーの弁護士、政治家。

## 生涯
ピウラ県スリャナ郡に生まれる。故郷のコレジオ・サンタ・ロサ・デ・ロス・エルマノス・マリスタを卒業した後、1965年からフェデリコ・ビジャレアル国立大学で法学を専攻して政治学の学士号を取得し、後に弁護士の資格を取得した。
第一次アラン・ガルシア政権にエネルギー鉱山長官を務め、1990年から1992年にかけてアルベルト・フジモリ大統領が自作クーデターで議会全体を閉鎖したとき、ピウラ県から選出された副議員であった。2001年から2011年までの計2期で議員としてピウラ県から選出された。2014年の地方選挙では、ピウラ県政府の「オブラス+オブラス地方運動」の大統領候補として大統領選挙には立候補しなかったが加わり、得票率2.347％で8位に留まった。
2015年1月16日、リマにおいて肺癌で死去。70歳だった。